# Hiltrudia kusmici
Hiltrudia kusmici is een slakkensoort uit de familie van de Hygromiidae. De wetenschappelijke naam van de soort is voor het eerst geldig gepubliceerd in 1887 door Clessin.